# Redefin
Redefin es un municipio situado en el distrito de Ludwigslust-Parchim, en el estado federado de Mecklemburgo-Pomerania Occidental (Alemania), a una altura de 15 metros. Su población a finales de 2016 era de 543 habs. y su densidad poblacional, 31 hab/km².

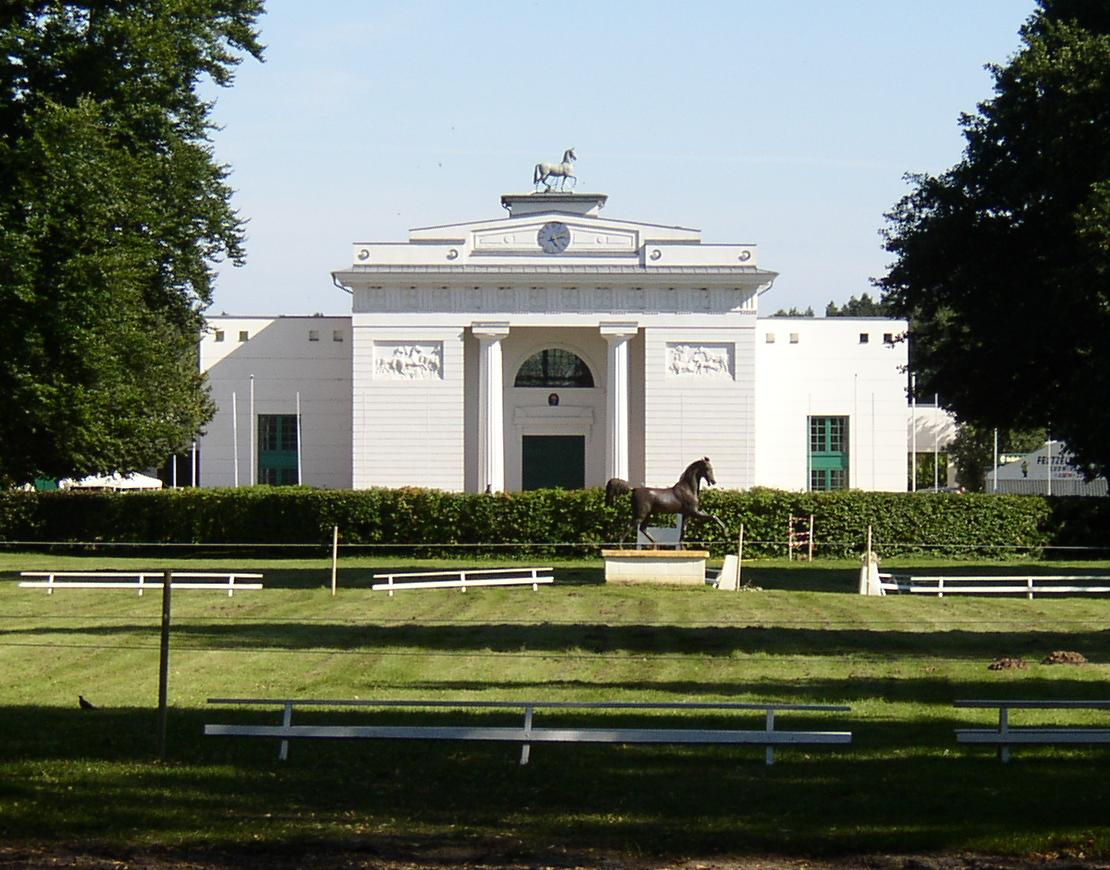
Edificio de Redefin